# مجموعة إي دي بي
مجموعة إي دي بي- EDP - Energias de Portugal (المعروفة سابقًا باللغة البرتغالية باسم Electricidade de Portugal ) هي شركة مرافق كهربائية برتغالية ، يقع مقرها الرئيسي في لشبونة. تأسست عام 1976 من خلال اندماج 14 شركة كهرباء تم تأميمها من قبل الحكومة البرتغالية .